# Alysicarpus monilifer
Alysicarpus monilifer är en ärtväxtart som först beskrevs av Carl von Linné, och fick sitt nu gällande namn av Dc. Alysicarpus monilifer ingår i släktet Alysicarpus och familjen ärtväxter. Inga underarter finns listade i Catalogue of Life.

## Bildgalleri

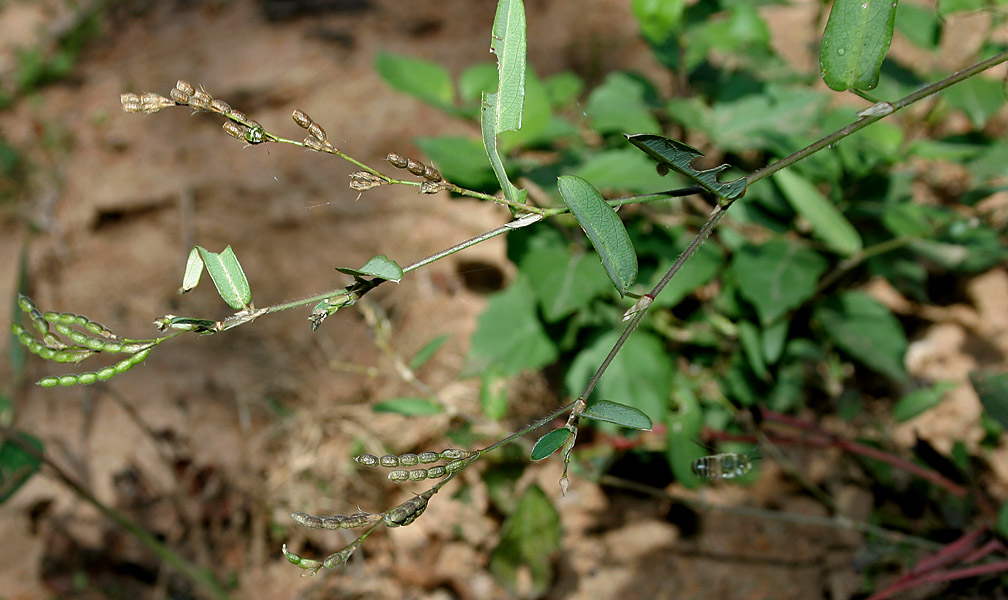
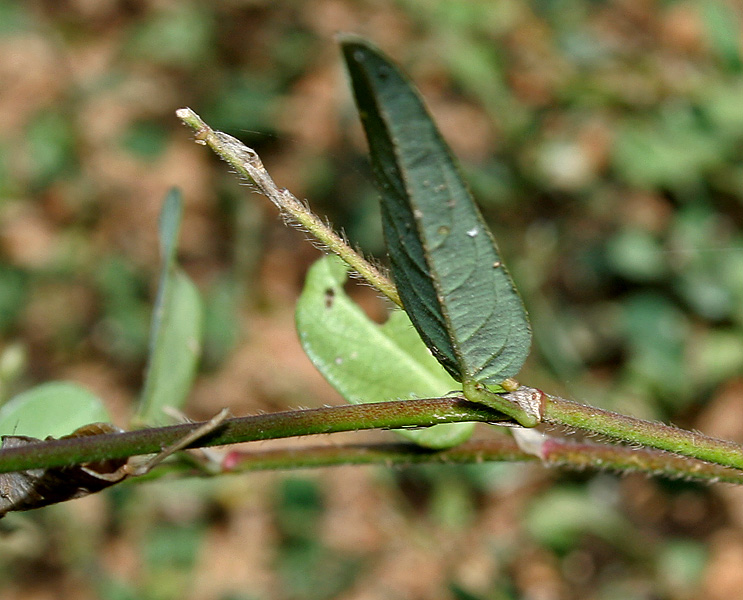
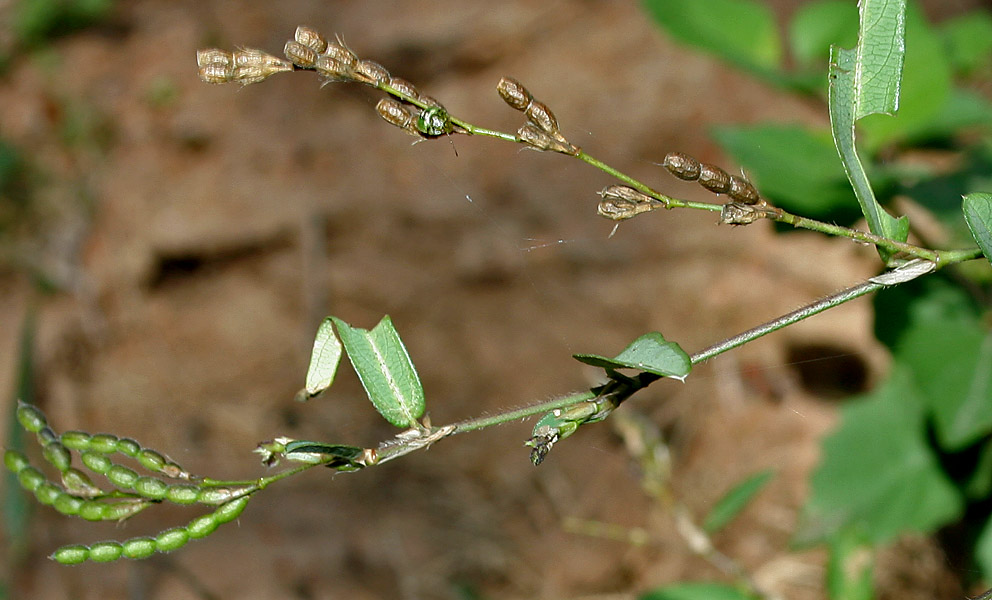
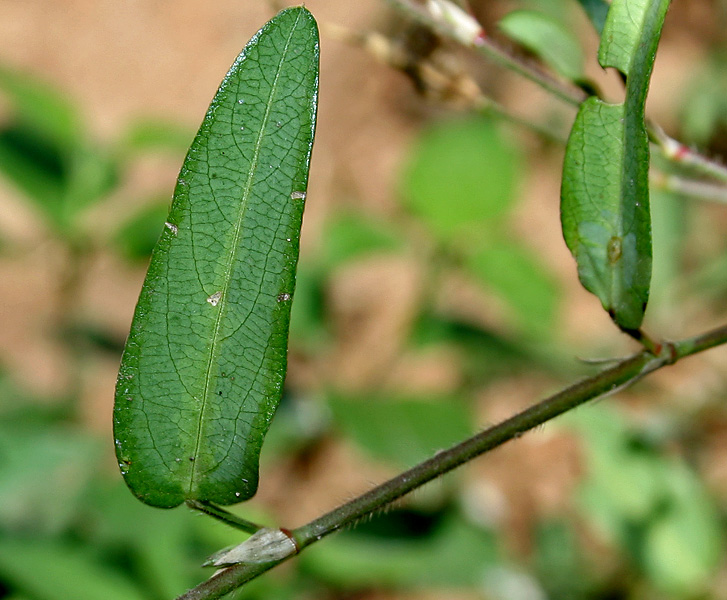